# Terra del Rei Cristià IX
La Terra del Rei Cristià IX (danès Kong Christian IX Land) és una àrea costanera al sud-est de Groenlàndia al municipi de Sermersooq davant de l'estret de Dinamarca i s'estén a través del cercle polar àrtic de 65°N a 70°N.

## Història
Aquesta àrea fou batejada amb aquest nom en setembre de 1884 per Gustav Frederik Holm qui la va reclamar per a Dinamarca, donant-li aquest nom en honor del rei Cristià IX de Dinamarca.

## Geografia
La Terra del Rei Cristià IX és envoltada per la costa del Rei Frederic VI al sud, la Terra del Rei Cristià X i Scoresby Sund al nord, i la Glacera continental groenlandesa a l'oest. El punt més alt de Groenlàndia, les Muntanyes Watkins, així com el proper Schweizerland se situen a la regió.
L'àrea costanera de la Terra del Rei Cristià IX inclou la costa de Blosseville a l'est. Hi ha molts fiords, els més grans dels quals són els Sermilik, Kangerlussuaq i Kangertittivatsiaq, així com nombroses illes costaneres, com l'illa Ammassalik on hi ha la vila més poblada de Groenlàndia Oriental, Tasiilaq. A la pròpia costa hi ha alguns assentaments, com Sermiligaaq, però les àrees lluny de la costa són deshabitades.
|  |  |